# All Soul
All Soul — студійний альбом американського джазового органіста Джонні «Гаммонд» Сміта, випущений у 1959 році лейблом New Jazz.

## Про альбом
На своєму першому альбомі в якості соліста Джонні «Гаммонд» Сміт грав у звичному тріо гітара-контрабас-орган (з гітаристом Торнелом Шварцом, який раніше працював з Джиммі Смітом). Композиції є чудовою комбінацією стандартів, як «Secret Love», «The Masquerade Is Over» і «Pennies From Heaven», разом з оригіналами Сміта, заснованими на блюзі і госпелі. Його гра упродловж всього сету відмінна, однак на цьому етапі кар'єри, вплив на нього (в основному Вайлд Білл Девіс) досі чітко прослуховуються. У подальшому Сміт запише низку гарних альбомів, однак All Soul досить багатообіцяючий дебют.

## Список композицій
1. «Goin' Places» (Джонні «Гаммонд» Сміт) — 6:49
2. «Sweet Cookies» (Джонні «Гаммонд» Сміт) — 6:34
3. «The Masquerade is Over» (Герб Меджідсон, Еллі Врубель) — 4:42
4. «Pennies from Heaven» (Джонні Берк, Артур Джонстон) — 4:35
5. «Easy Like» (Джонні «Гаммонд» Сміт) — 7:30
6. «Secret Love» (Семмі Фейн, Пол Френсіс Вебстер) — 4:30
7. «All Soul» (Кертіс Льюїс) — 4:16

## Учасники запису
- Джонні «Гаммонд» Сміт — орган
- Торнел Шварц — гітара
- Джордж Такер — контрабас
- Лео Стівенс — ударні

Технічний персонал
- Есмонд Едвардс — продюсер
- Руді Ван Гелдер — інженер